# Ouratea orbignyana
Ouratea orbignyana är en tvåhjärtbladig växtart som först beskrevs av Van Tiegh., och fick sitt nu gällande namn av R.L. Liesner. Ouratea orbignyana ingår i släktet Ouratea och familjen Ochnaceae. Inga underarter finns listade i Catalogue of Life.